# Ruhollah Chomejni
Ruhollah Musawi Chomejni (pers. ‏روح‌الله خمینی‎; ur. 17 maja 1900 lub  24 września 1902 w Chomejnie, zm. 3 czerwca 1989 w Teheranie) – szyicki przywódca duchowny i polityczny rewolucji islamskiej, ajatollah, polityczny przywódca Iranu (jako najwyższy przywódca) w latach 1979–1989.

## Życiorys
Pochodził z rodziny szyickich nauczycieli duchownych, która w XVIII wieku wyemigrowała z północnych Indii do Persji (obecnie Iran), a której najbardziej znanym przedstawicielem był Mir Hamid Husajn (zm. 1880), autor obszernej pracy na temat różnic między islamem szyickim a islamem sunnickim (Abaqat al-Anwar fi Imamat al-A’immat al-Athar).
Ruhollah Chomejni urodził się jako syn kupca. Będąc wychowankiem madrasy, zgłębiał filozofię szyitów, po czym został uznany za ich przywódcę naznaczonego przez Boga. Jednocześnie angażował się w działalność polityczną, aktywnie występując przeciw rządom szachów z dynastii Pahlawi (popieranych przez Stany Zjednoczone), za prowadzenie polityki uległej wobec wpływów Zachodu. 
Krytykował ich z pozycji zwolennika rządów demokratycznych w sferze politycznej, a zarazem radykalnie konserwatywnych. Był więc twórcą zupełnie oryginalnej koncepcji demokracji religijnej. Odrzucał w całości białą rewolucję, szczególnie potępiając przyznanie kobietom praw wyborczych. W tej sprawie wysłał do szacha telegram z protestem (mimo to, gdy w 1979 przejął władzę, nie odebrał kobietom praw wyborczych, ponieważ kobiety stanowiły dużą część jego elektoratu). 
Potępiał dynastię Pahlawich za wprowadzenie świeckiego sądownictwa i szkolnictwa, koedukacji w szkolnictwie, niemuzułmańskich podatków i prasy oraz innych instytucji i obyczajów, które uznał za zagrażające tradycyjnym muzułmańskim wartościom i ładowi społecznemu. Wypracował program opierający się na wizji totalitarnego ustroju teokratycznego, niepozostawiającego miejsca dla jakichkolwiek przekonań innych niż ortodoksyjnie szyickie. 
Z powodu wygłoszenia przemówienia, w którym krytykował planowane reformy związane z emancypacją kobiet, 4 lipca 1963 roku został aresztowany w Qumie. W 1964 roku został zmuszony do opuszczenia kraju i udania się na emigrację. Okres ten spędził w Turcji, Iraku i Francji.
W tym samym czasie liczba jego zwolenników w kraju rosła, w latach 1977–1979 przekształcając się w ruch masowych demonstracji, a następnie w zbrojne powstanie (rewolucja irańska), które utorowało Chomejniemu możliwość powrotu do kraju. W czasie powrotu witały go trzy miliony zwolenników zebranych wokół lotniska w Teheranie. 5 lutego 1979 roku proklamował on powstanie pierwszego rządu islamskiego, narzucającemu krajowi surowy islamski kodeks oparty na Koranie.
Tygodnik „Time” uznał Chomejniego Człowiekiem Roku 1979.
Rewolucja w Iranie wywołała niepokój we wszystkich państwach islamskich, które kontrolowały niezadowolenie konserwatywnych mas społecznych dzięki pomocy wojskowej ze Stanów Zjednoczonych (Arabia Saudyjska), Związku Radzieckiego (Afganistan) albo obydwu tych mocarstw (Irak). Spowodowało to izolację międzynarodową Iranu oraz uwikłanie państwa w wojnę z Irakiem, w której armia iracka uzyskiwała poparcie praktycznie wszystkich mocarstw światowych oraz Arabii Saudyjskiej.
Co prawda Iran zdołał odeprzeć armię iracką, ale zapłacił za to długotrwałym kryzysem ekonomicznym oraz śmiercią kilkuset tysięcy młodych ludzi, często najbardziej zagorzałych zwolenników Chomejniego. W wyniku tego po śmierci Chomejniego inicjatywa polityczna przeszła w ręce radykalnych grup studenckich, których poglądy wahają się od tradycjonalistycznych po liberalne, ale które zgodnie krytykują demokrację religijną.
W 1988, po operacji Ludowych Mudżahedinów Iranu skierowanej przeciw Republice Islamskiej, Chomejni wydał urzędnikom sądowym rozkaz osądzenia wszystkich więźniów politycznych i egzekucji tych, którzy nie będą żałować działalności antyreżimowej. Oceny liczby zgładzonych wahają się od 1400 do 30 000.
Za największych swoich wrogów Chomejni uważał prezydenta Stanów Zjednoczonych Jimmy'ego Cartera i prezydenta Iraku Saddama Husajna. Z powodu roszczenia sobie prawa do sprawowania władzy sądowniczej nad wszystkimi wyznawcami islamu Chomejni 14 lutego 1989 roku obłożył klątwą (fatwą) Salmana Rushdiego, autora powieści Szatańskie wersety i wezwał wszystkich wiernych do zamordowania go.
Ruhollah Chomejni zmarł 3 czerwca 1989 roku po kilkunastodniowym pobycie w szpitalu w Teheranie. Wcześniej, w ciągu dziesięciu dni, miał przebyć pięć ataków serca. Wielu Irańczyków wyszło na ulice, aby publicznie opłakiwać jego śmierć, a w letnim upale wozy strażackie oblewały tłum wodą, aby ochłodzić tłumy żałobników. W ramach szacunku rząd Iranu nakazał zamknięcie wszystkich szkół w niedzielę i ogłosił 40 dni żałoby narodowej, a także zarządził, zamknięcie szkół przez pięć dni. Żałobę narodową ogłoszono także w kilku państwach m.in. w Pakistanie (10 dni), Syrii (7 dni), Afganistanie, Libanie i Indiach (3 dni).

## Życie prywatne
W 1931 roku Chomejni ożenił się z Chadidże Saghafi (1916–2009), córką duchownego z Teheranu. Z tego małżeństwa urodziło się siedmioro dzieci, dzieciństwo przeżyło dwóch synów i trzy córki.

## Galeria

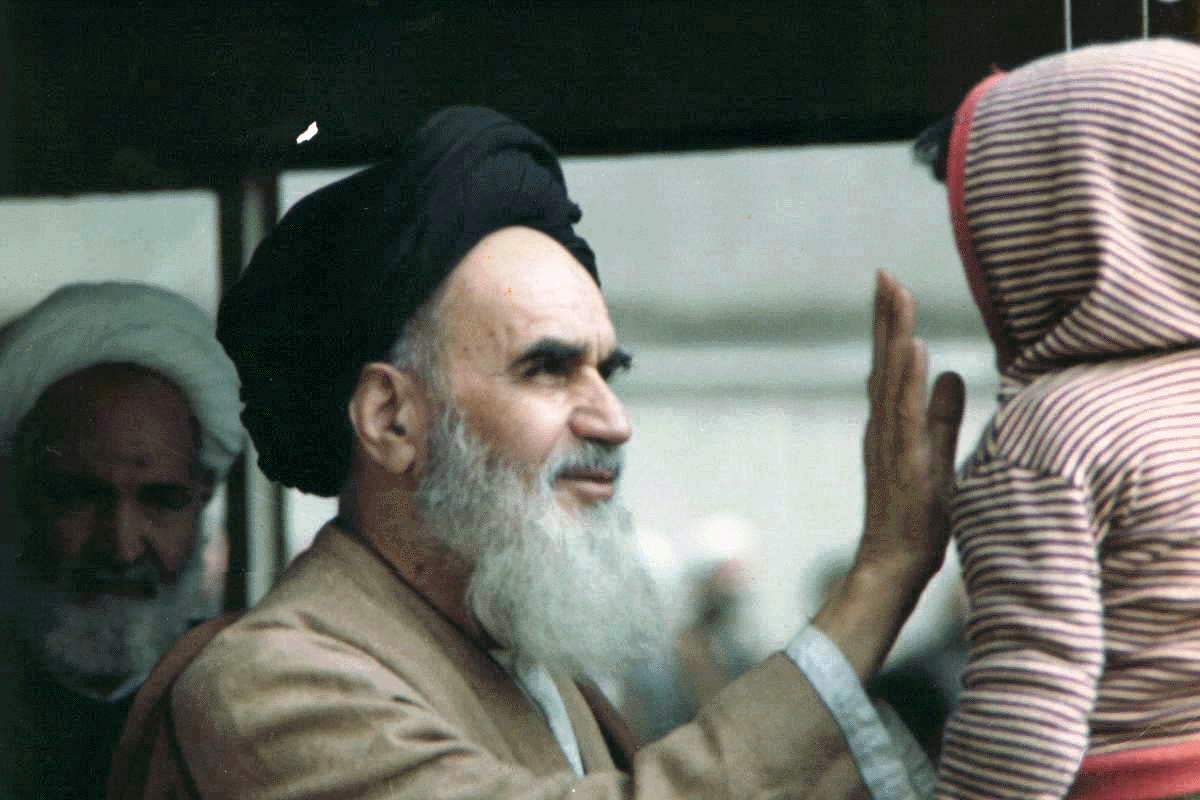
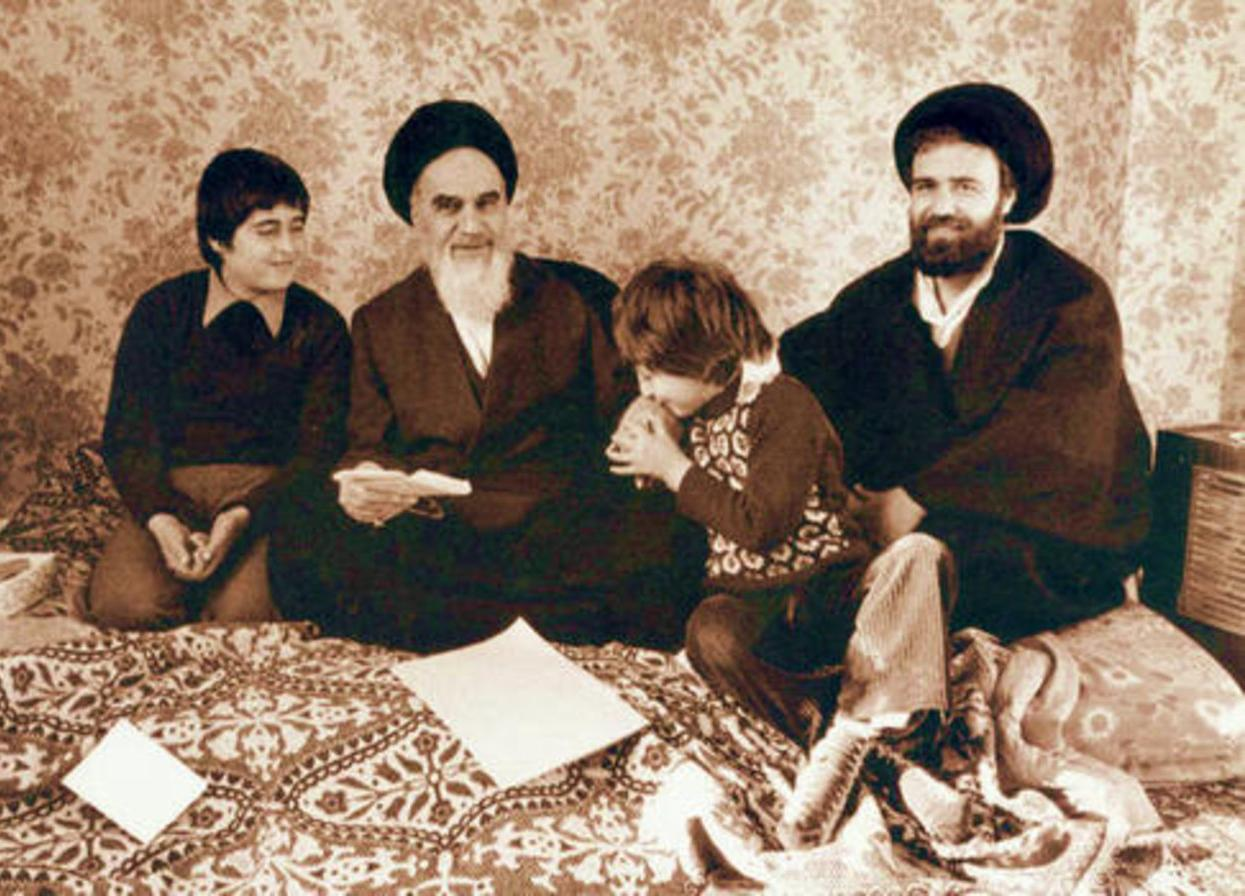
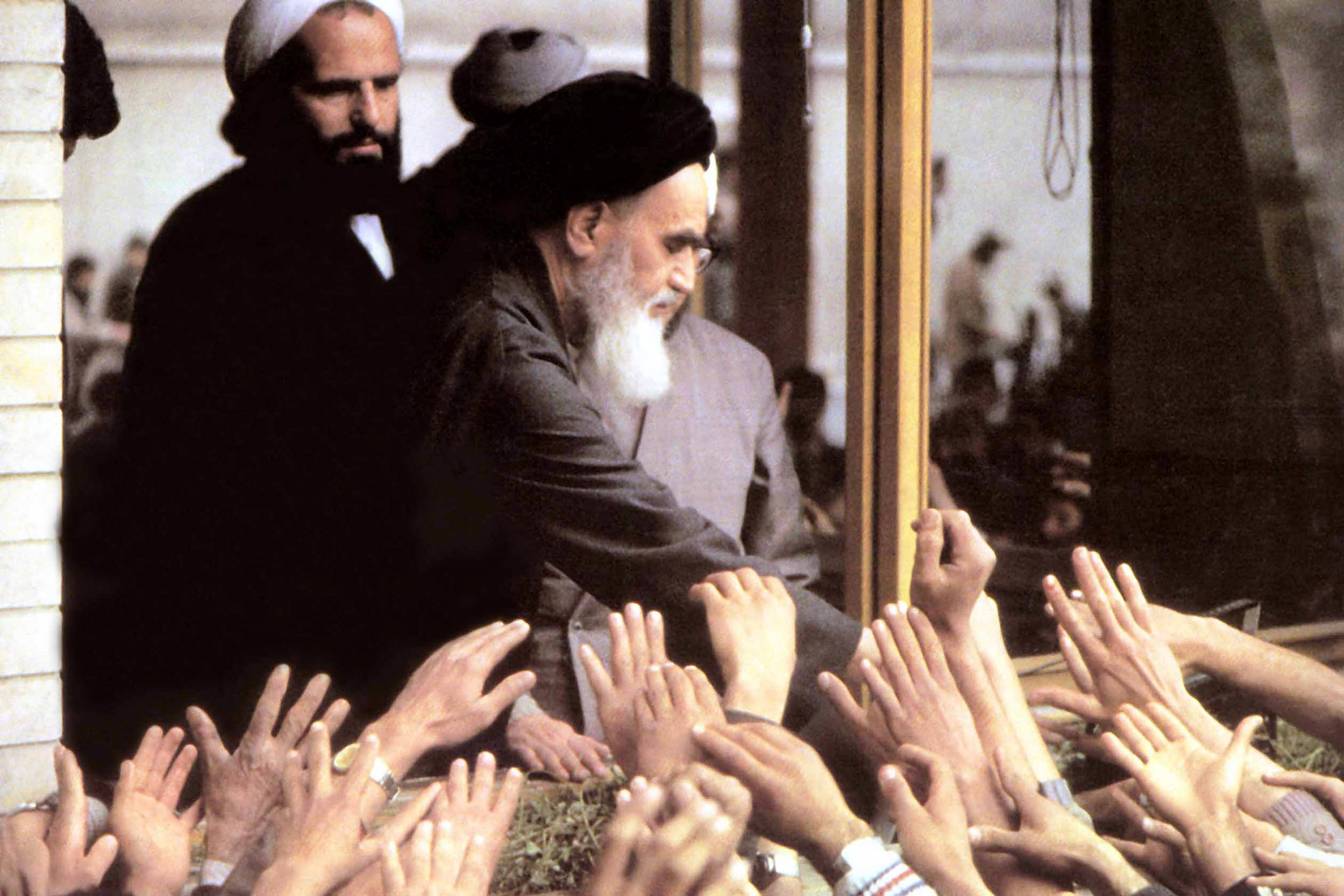
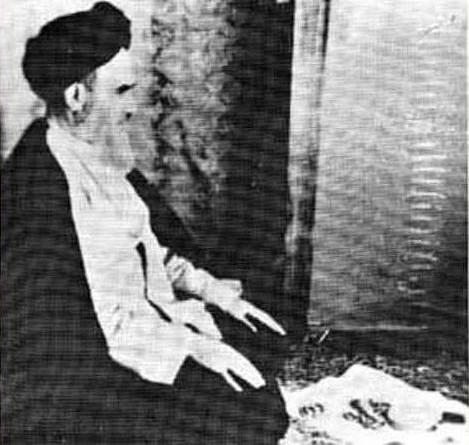